# Rik Wassens
Rik Wassens is een Nederlandse data- en onderzoeksjournalist bij de NRC.
Na het gymnasium aan het Maaswaal College in Wijchen studeerde hij Communicatiewetenschappen aan de universiteit van Tilburg. Wassens maakte en schreef artikelen voor universiteitsblad Univers en was bestuurslid bij studievereniging Flow. 
Naast het werken voor AVROTROSprogramma’s als Radar en Opgelicht?! werkt hij sinds 2015 mee aan programma's over kunst, klassieke muziek en musicals. Vanaf 2016 volgde hij een traineeship bij NRC, werkte er op de binnenlandredactie en sinds 2022 als datajournalist. Als amateur-programmeur en GIS-aficionado onderzoekt hij de rafelrandjes van het internet.

## Erkenning
In 2022 werd Wassens namens NRC genomineerd voor De Tegel voor zijn onderzoek naar de slechte staat van het drinkwater in Nederland.
Met Carola Houtekamer volgde hij het werk van de analisten bij het meldpunt kinderporno en publiceerde hierover in het NRC. Aanvullend op het artikel maakten regisseurs Jaap van Heusden en Jefta Varwijk voor Human de aanvullende televisiedocumentaire 10 meldingen in 10 minuten. Het NRC-artikel over kindermisbruik won De Tegel 2024 in de categorie Achtergrond.

## Prijs
- De Tegel 2024